# روديغر شنوبهاسه
روديغر شنوبهاسه (بالألمانية: Rüdiger Schnuphase)‏ (مواليد 23 يناير 1954) هو لاعب كرة قدم. يلعب مع منتخب ألمانيا الشرقية لكرة القدم. سبق له أن لعب في كأس العالم لكرة القدم مع منتخب بلاده.

## روابط خارجية
- روديغر شنوبهاسه على موقع الاتحاد الدولي (مؤرشف)  (الإنجليزية)
- روديغر شنوبهاسه على موقع الاتحاد الأوربي (الإنجليزية)
- روديغر شنوبهاسه على موقع قاعدة بيانات كرة القدم.إي يو (الإنجليزية)
- روديغر شنوبهاسه على موقع بيانات كرة القدم. دي إي (الألمانية)
- روديغر شنوبهاسه على موقع ناشيونال فوتبول تيمز (الإنجليزية)
- روديغر شنوبهاسه على موقع عالم كرة القدم.نت (الإنجليزية)
- روديغر شنوبهاسه على موقع أوليمبيديا (الإنجليزية)